# Koszmosz–1669
A Koszmosz–1669 (oroszul: Космос–1669) egy Progressz  típusú teherűrhajó volt, amelyet a Progressz–24 után indítottak a Szaljut–7 űrállomáshoz. Ez volt az utolsó Progressz űrhajó a Szaljut-programban. Ellátmányt és új űrruhákat vitt az űrállomásra. A dokkolószerkezet megbízhatóságát az űrállomástól való lekapcsolással és visszakapcsolással tesztelték.

## Elnevezése
Annak, hogy nem az ellátó űrhajók szokásos Progressz jelölésével, hanem a katonai, illetve sikertelen indításoknál, valamint a kísérleti űreszközöknél használt Koszmosz jelölést használták, az eltelt évek alatt több magyarázatát adták:
- elképzelhető, hogy adminisztratív hiba történt és a következő TKSZ katonai űrhajó helyett kapta a jelzést,
- elképzelhető, hogy a kipróbált új dokkolószerkezet miatt valóban kísérleti eszközként sorolták be,
- lehet, hogy a start után egy rövid időre elvesztették a kapcsolatot az eszközzel, azonban az átminősítés után a kapcsolat helyreállt.[1]